# Chijimatsu Sachiko
Chijimatsu Sachiko (千々松 幸子  (Thiên Thiên Tùng Hạnh Tử)) tên khai sinh là Suetsune Sachiko (末常 幸子, (,Mạt Thường Hạnh Tử)) sinh vào ngày 30 tháng 11 năm 1937 tại tỉnh Fukuoka, Nhật Bản là một diễn viên lồng tiếng đại diện cho 81 Produce.
Cô được biết nhiều nhất với vai diễn là Pyonkichi (Dokonjō Gaeru), mẹ của Nobita(Doraemon), Kabu (Sally, the Witch 1966), Shippona (Himitsu no Akko-chan 1969), và 001/Ivan Whiskey (Cyborg 009 1979).

## Vai diễn đáng chú ý
- Space Battleship Yamato (mẹ của Shima, vợ Tokugawa)
- Umi no Triton (Moya)
- Gatchaman (Yamori)
- Saban's Adventures of Pinocchio (Boy)
- Calimero (Deppa)
- Candy Candy (Jimmy)
- Cutey Honey (Twin Panther 1)
- Ginga Hyōryū Vifam (Jimmy)
- Great Mazinger (Haruna Shiratori)
- Gowappā 5 Godam (Norisuke Kawaguchi)
- Cyborg 009 1979 (001/Ivan Whiskey)
- Sarutobi Ecchan (Miko)
- Soreike! Anpanman (Mochi Oba-san (giọng đầu tiên))
- Tiger Mask (Chappy)
- Time Bokan serie
  - Time Bokan (Prince)
  - Yatterman (Hiyowakamaru)
- Combattler V (Kosuke Kita)
- Astro Boy 1980 (Naoto)
- The Littl' Bits (Napoleon aka "Snagglebit")
- Doraemon (Tamako Nobi (giọng đầu tiên))
- Himitsu no Akko-chan 1969 (Shippona)
- Majokko Megu-chan (Apo Kanzaki)
- Ohayō! Spank và những seri khác của Spank (Baron)
- Sally, the Witch 1966 (Kabu)
- Moomin (Menmen-kun)